# Francisco de Araujo
Francisco de Araujo, né en 1580 à Verín (Espagne) et mort le 19 mars 1664 à Madrid, est un théologien dominicain et archevêque espagnol.

## Biographie
Entré dans l’Ordre des Prêcheurs à Salamanque, il étudie et la théologie au Couvent San Esteban. Reçu Doctor Theologiae de l’Université de Salamanque en 1617. La même année, il obtient la chaire de prime dans la faculté de théologie, en substitution de Pedro de Herrera. Il y reste jusqu’en 1643, date à laquelle il est nommé archevêque de Ségovie. Son commentaire à la Métaphysique fait de lui d’un des dominicains les plus originaux de son temps, dans le cadre d’un mouvement “néothomiste” opposé principalement aux interprétations promues par les Jésuites. Son opposant doctrinal principal fut le jésuite salamantin Pedro Hurtado de Mendoza. En théologie, il fut l’un des rares dominicains à s’opposer à la nécessité de la prédétermination physique, au profit d’une “prédétermination morale” selon lui plus conforme à la liberté.

## Œuvres
- Commentaria in universam Aristotelis metaphysicam tomus primus, quinque libros complectens, Burgos & Salamanca, Juan Bautista Varesio & Antonia Ramirez, 1617 ;
- Commentaria in universam Aristotelis metaphysicam tomus primus, septem libros complectens a sexto usque ad duodecium inclusive, Salamanque, Antonia Ramirez, 1631 ;
- Opuscula Tripartita : hoc est in tres controversias triplicis Theologiae divisa, in quarum prima variae disputationes De pure Scholastica, in secunda De morali et intertia De expositiva theologia ; utiliter expenduntur, Douai, Bartholomé Bardou, 1633 ;
- De fide, spe et charitate in secundam secundae Angelici doctoris commentarius, Salamanque, éd. Convento de San Esteban, 1635 ;
- In tertiam partem D. Thomae commentarii : tomus primus, Salamanque, éd. Convento de San Esteban, 1636 ;
- In tertiam partem diui Thomae commentarii : tomus secundus, Salamanque, éd. Convento de San Esteban, 1636 ;
- In primam secundae diui Thomae lecturarum, tomus primus, Salamanque, Diego Garcia / Convento de San Esteban, 1638 ;
- In primam Secundae commentariorum tomus secundus, Madrid, Melchor Sanchez, 1646 ;
- In primam partem D. Th. Commentariorum ... tomus primus, Madrid, Melchor Sanchez, 1647 ;
- Commentariorum in primam partem Diu. Thomae tomus secundus, Madrid, Melchor Sanchez, 1647 ;
- Variae et selectae decisiones morales : ad statum ecclesiasticum & ciuilem pertinentes : opus bipartitum suis summariis & indicibus necessariis exornatum, Lyon, Philippe Borde, Laurent Arnaud, Pierre Borde & Guillaume Barbier, 1664 ; Cologne, apud Fratres de Tournes, 1745.